# Vogelpark Marlow
Koordinaten: 54° 8′ 43″ N, 12° 34′ 5″ O

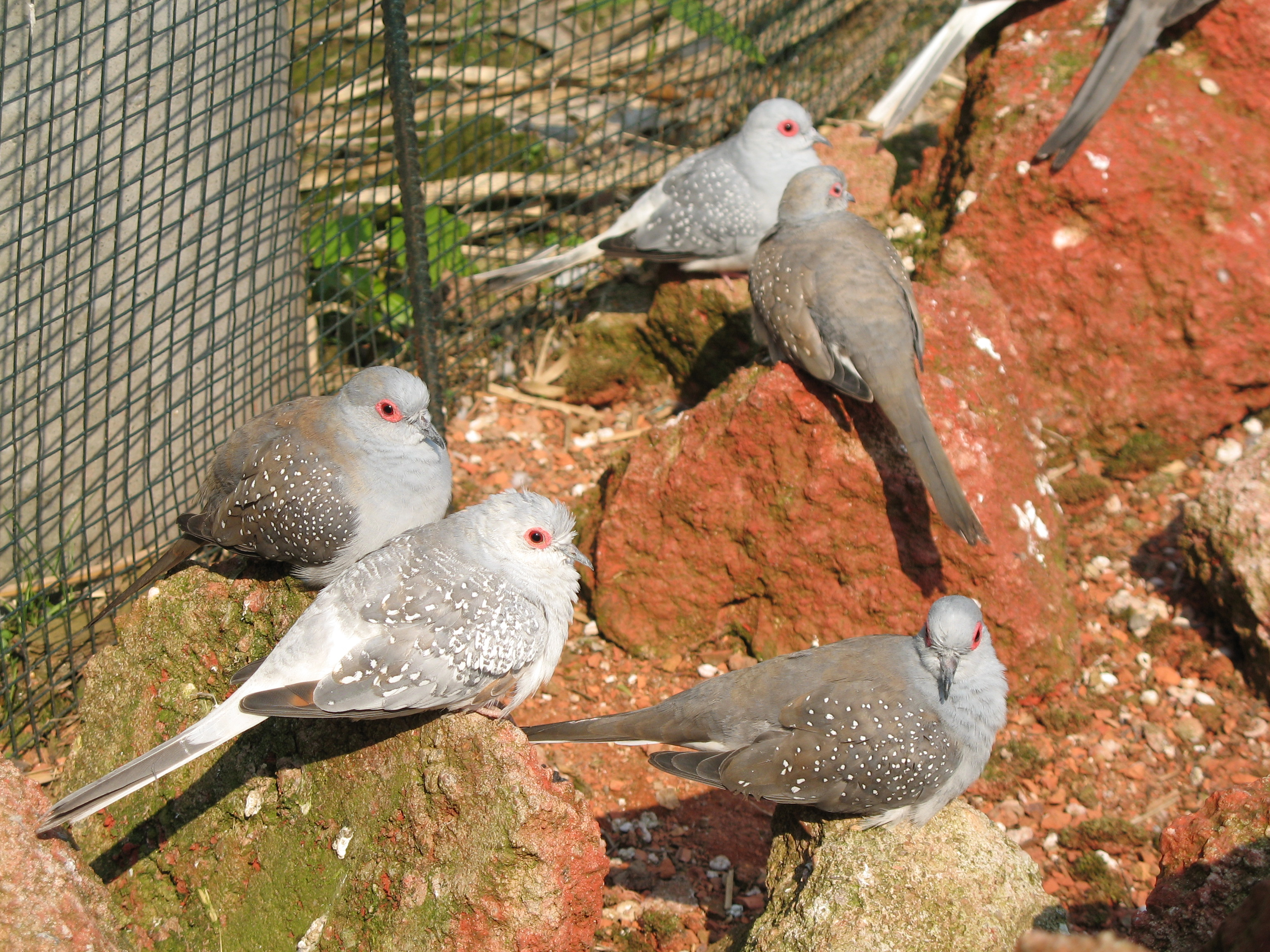
Diamanttauben in der Australienanlage

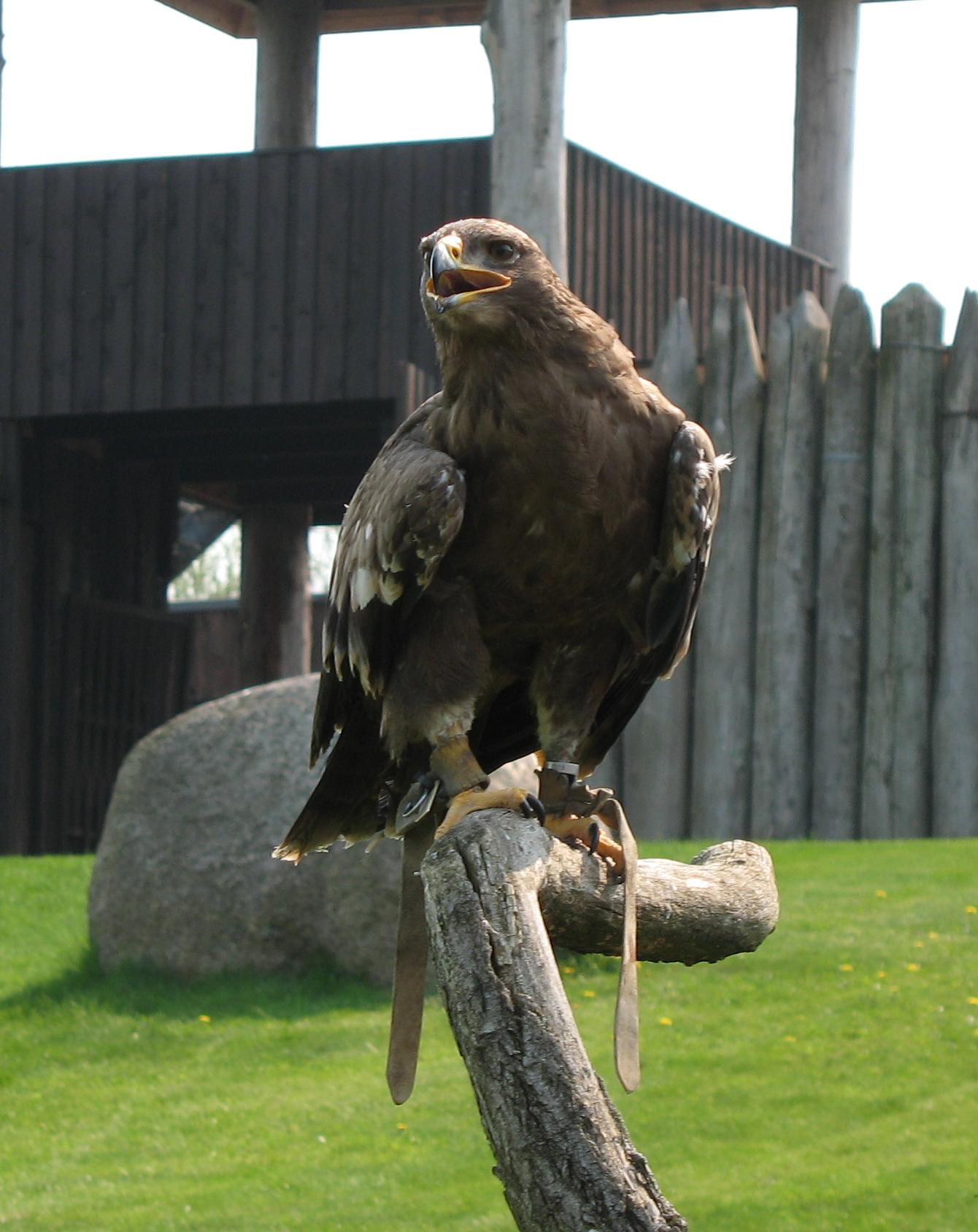
Schreiadler bei der Greifvogel-Flugshow

Der Vogelpark Marlow ist ein Vogelpark in Norddeutschland. Der Park in Marlow liegt im Landkreis Vorpommern-Rügen in Mecklenburg-Vorpommern in der Nähe der Hansestädte Rostock und Stralsund.

## Entstehung
Die Idee für den Park wurde 1990 den Stadtvätern von Marlow vorgelegt. Im Herbst 1992 wurde das von der Stadt zur Verfügung gestellte, zu dieser Zeit acht Hektar große Gelände umzäunt und der Außenbereich begrünt. Am 2. Juli 1994 öffnete der Park seine Pforten für die Besucher. Seit 2003 wird verstärkt auf für den Besucher begehbare Anlagen gesetzt. So sind seitdem viele Freianlagen entstanden, wie z. B. das in Struktur und Tierbestand dem Nationalpark Vorpommersche Boddenlandschaft nachempfundene und nach diesem benannte Wasservogelgehege.

## Artenspektrum
Anders als bei reinen Vogelparks findet man im Vogelpark Marlow neben Arten aus nahezu allen Vogelfamilien auch Vertreter anderer Tiergruppen. So wurden in den 1990er Jahren im Tropenhaus tropische Schmetterlinge gezeigt. Mittlerweile wird die Anlage von tropischen Vögeln, aber auch Fischen und Schildkröten bewohnt. Ebenfalls seit dieser Zeit findet man Zwergotter im Park. Später kamen Schwarzschwanz-Präriehunde und Alpakas hinzu. Seit 2008 haben zunehmend auch Affen und Lemuren im Park Einzug gehalten, zunächst Totenkopf- und Weißbüscheläffchen, später auch Lisztaffen, Kattas, Weißkopfsakis und Rote Varis.

## Gehege
Die meisten Gehege sind thematisch angelegt. So werden häufig mehrere Arten aus einem Erdteil und einem Lebensraum zusammen präsentiert. Der schon im Motto des Parks zu findende Anspruch, Besuchern die Möglichkeit zu geben, möglichst nah an Tiere heranzukommen, ohne diese zu stören, wird unter anderem durch die vielen begehbaren Gehege umgesetzt. Neben den Anlagen für die Vögel der Vorpommerschen Bodden- und Waldlandschaften, dem Tropenhaus und einem klassischen Streichelzoo sind auch die Gehege folgender Tiere begehbar:
- Weißstörche
- Sittiche (mit Diamanttauben und Prachtfinken)
- Bennett-Kängurus (mit Halsbandgänsen)
- Gebirgs-Allfarbloris (mit diversen anderen australischen Vogelarten)
- Schwarzschwanz-Präriehunde (mit Rennkuckucken und Brautenten)
- Alpakas (mit Nandus)
- Totenkopfäffchen (mit diversen südamerikanischen Vogelarten)
- Krallenaffen (mit anderen südamerikanischen Säugetier- und Vogelarten)
- Kattas
- Waldrappe (mit anderen Ibisvögeln und Altweltgeiern)
- Eulen
- Humboldt-Pinguine (mit anderen amerikanischen Meeresvögelarten)

In der Nacht vom 31. März 2018 auf den 1. April 2018 wurde durch Schneemassen (über 30 Zentimeter sehr feuchter Neuschnee binnen weniger Stunden) alle Flugvolieren zerstört. Die meisten Tiere konnten vorher in Sicherheit gebracht werden, allerdings entflohen einige Vögel, darunter Bartkäuze, Schwarzstörche, etliche Waldrappen und ein Seeadler.

## Besonderheiten
Besondere Attraktivität erhält der Park nicht nur durch die Schaufütterungen (Rosapelikane, Weißstörche, Keas, Totenkopfäffchen, Zwergotter, Humboldt-Pinguine), sondern auch durch die Flugshows der Greifvögel und die Vogelshow „Begegnung mit Tieren“, die bei entsprechendem Wetter von März bis Oktober täglich stattfinden. Außerdem haben Besucher die Möglichkeit, die Allfarbloris zu füttern. Kinder haben mittlerweile sieben Spielplätze zur Auswahl, die teilweise thematisch an das Vogelleben angelehnt sind.

## Bildergalerie

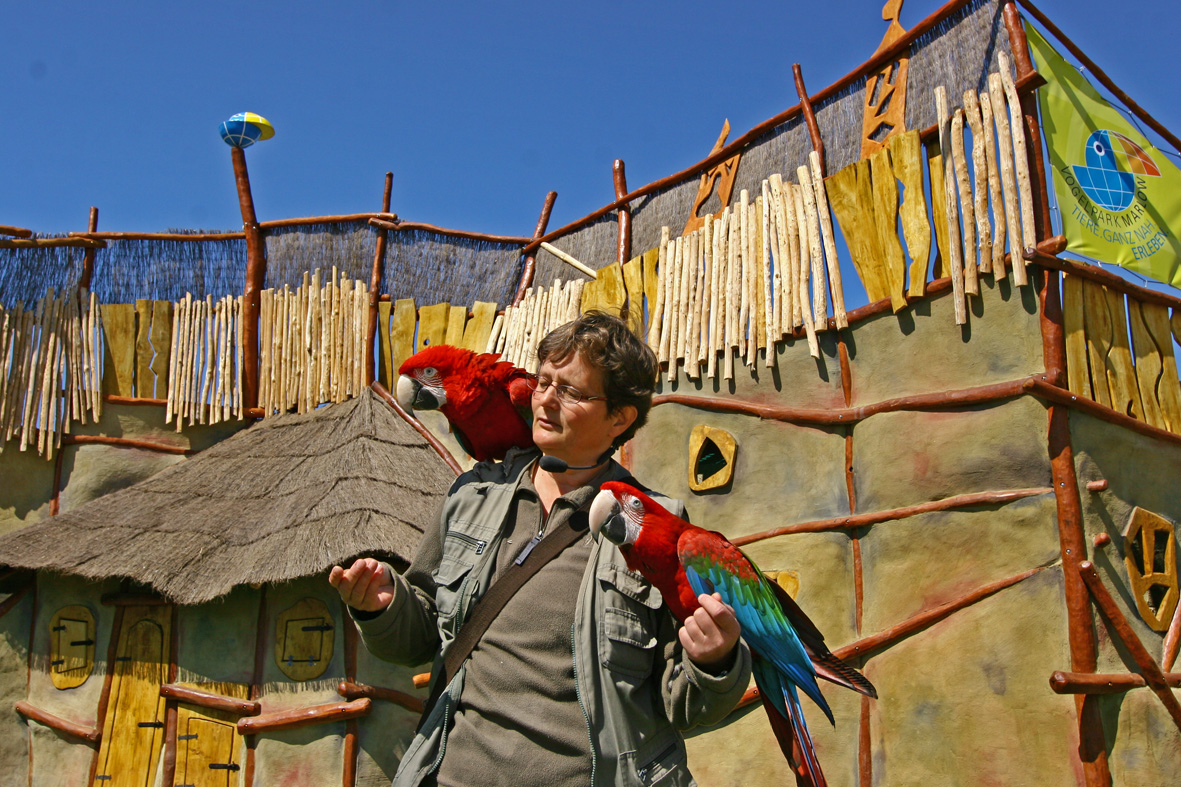
Die Grünflügelaras Adam und Amanda auf der Schulter von Tiertrainerin Jutta
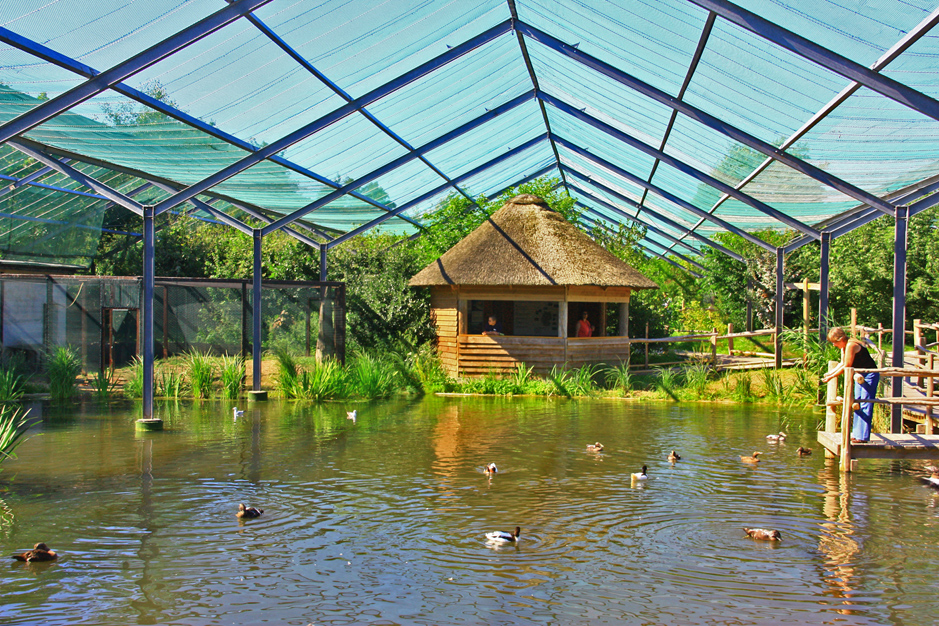
Boddenlandschaft
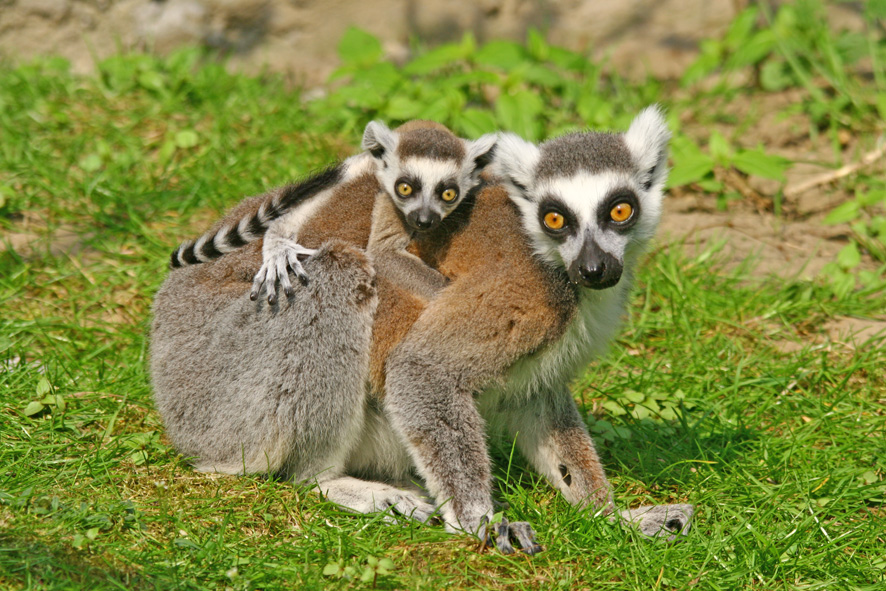
Kattajunges auf dem Rücken seiner Mutter
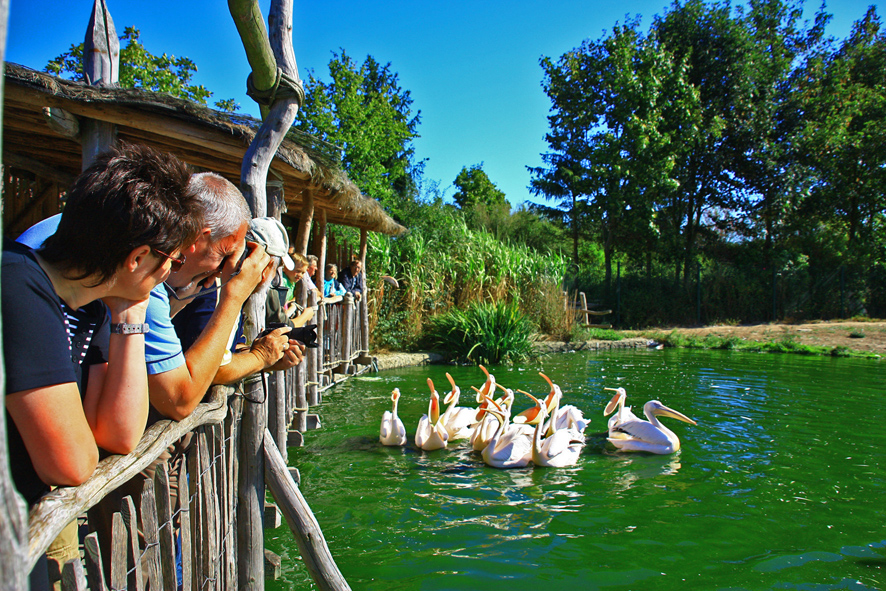
Pelikanfütterung